# Mya-Lecia Naylor
Pour les articles homonymes, voir Naylor.
Mya-Lecia Naylor, née le 6 novembre 2002 dans le Warwickshire et morte le 7 avril 2019 à Thornton Heath, est une actrice, chanteuse et mannequin britannique.

## Enfance
Mya-Lecia Naylor naît de Zena et Martin Naylor qui ont des origines jamaïcaines. La famille qui comprend aussi deux jeunes frères, Ellis et Oscar Naylor, vit à South Norwood dans le borough londonien de Croydon. Ellis est aussi un acteur. Elle fait ses études à la Royal Russell School et à la Coloma Convent Girls' School.

## Carrière
Le premier rôle télévisé de Naylor est en 2004 dans Absolutely Fabulous. En 2011, elle joue Tati dans la série télévisée Tati's Hotel. En 2012, elle apparaît dans deux épisodes de The Last Weekend. Elle est présente dans le film Cloud Atlas dans le rôle de Miro. De 2014 à 2018, elle incarne Fran dans la série pour enfants Millie Inbetween. En 2015, elle joue Samantha Reasonable dans la pièce radiophonique Mr Reasonable. En 2019, elle joue Mya dans le drame musical de CBBC, Almost Never.
Elle est membre du groupe Angels N' Bandits.

## Décès
Naylor est retrouvée pendue sous un chapiteau à son domicile le 7 avril 2019 par sa mère et est en arrêt cardiaque lorsque les services d'urgence sont appelés à l'adresse à 10 h ; Mya-Lecia Naylor est déclarée morte à 11 h 30 le même jour à l'hôpital universitaire de Croydon. Son père déclare qu'elle « n'était pas elle-même normale » en raison du stress à l'approche du GCSE et était également punie et interdite d'assister à une fête, il ne croit pas à un suicide, mais à un « jeu stupide ». Le tribunal de Croydon enquête sur la cause de sa mort et en septembre 2019, le coroner adjoint Toby Watkin affirme que Naylor n'avait pas l'intention de mettre fin à ses jours et conclut que la mort de Naylor est une mort accidentelle. Une cérémonie a lieu à l'église catholique Notre-Dame de l'Annonciation à Croydon le 19 mai 2019.

## Filmographie
Cinéma
- 2012 : Cloud Atlas
- 2013 : Code Red
- 2014 : Index Zero

Séries télévisées
- 2004 : Absolutely Fabulous: White Box
- 2011 : Cartoonito Tales: Little Red Riding Hood
- 2011 : Tati's Hotel (vingt-six épisodes)
- 2012 : The Last Weekend (2 épisodes)
- 2014-2018 : Millie Inbetween (50 épisodes)
- 2019 : Almost Never (11 épisodes)